# Piast de Wagenmaker

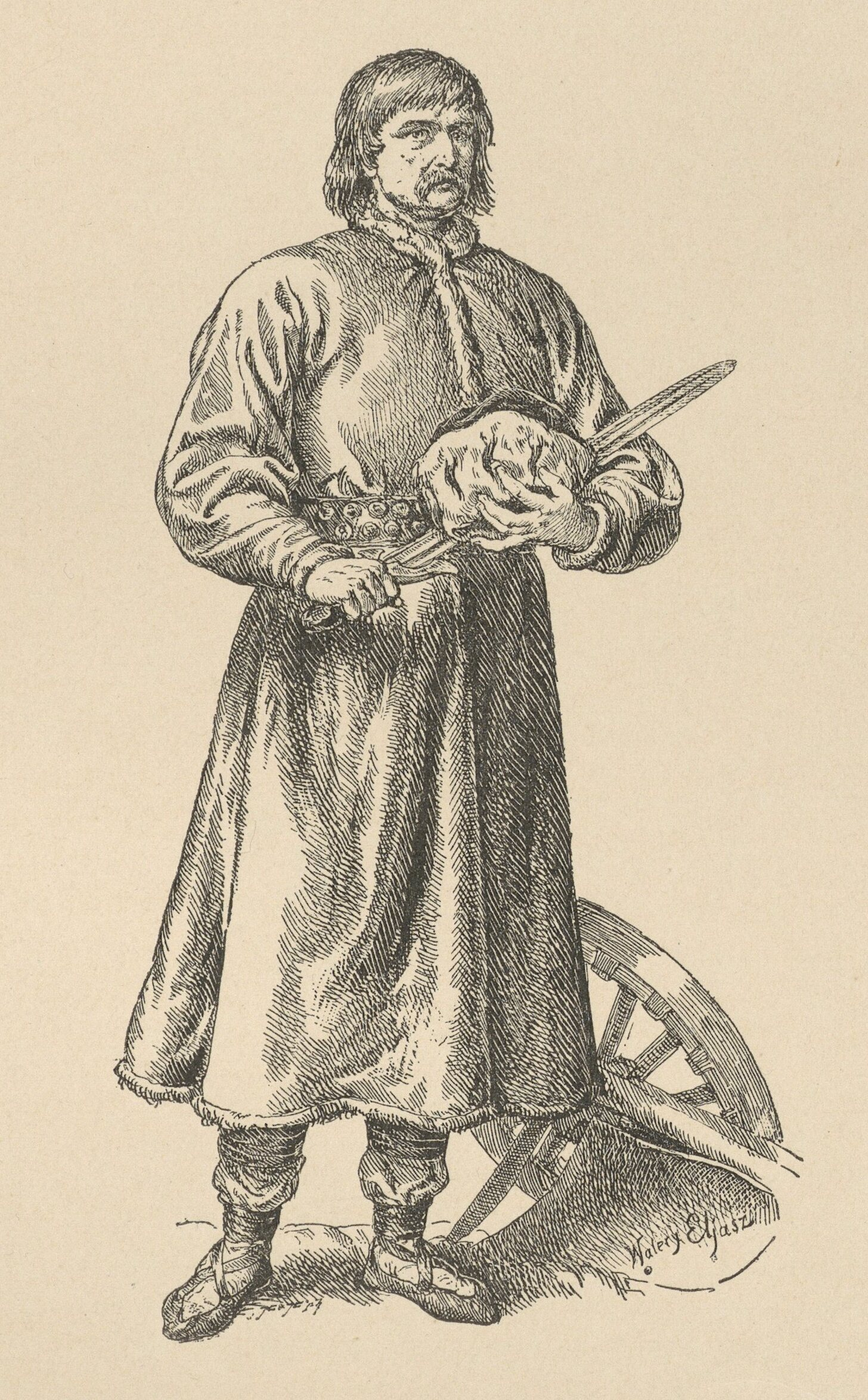
Piast, afbeelding van Walery Eljasz-Radzikowski (1841-1905)

Piast Kolodziej (Piast de Wagenmaker) was een semi-legendarische figuur in prehistorisch Polen (9e eeuw), de stichter van het geslacht der Piasten,  dat zou heersen over het toekomstige Koninkrijk Polen.

## Legende en nasleep
Piast maakt een verschijning in de Poolse Kroniek van Gallus Anonymus, samen met zijn vader, Choscisko en de vrouw van Piast, Rzepicha.
De kroniek vertelt het verhaal van een onverwacht bezoek van twee vreemdelingen aan Piast. Zij vragen of ze mee kunnen vieren met de familie van Piast omdat de zoon van Piast, Siemowit, zeven jaar is geworden (een heidens overgangsritueel voor jonge jongens). In ruil voor de gastvrijheid spreken de gasten een spreuk uit die ervoor zorgt dat de kelder van Piast altijd vol is. Bij het zien van dit, verklaren de landgenoten van Piast hem tot hun nieuwe hertog, om de vorige hertog Popiel te vervangen.
Als Piast echt heeft bestaan, zou hij de betovergrootvader geweest zijn van hertog Mieszko I (ca. 930-992), de eerste historische heerser van Polen, en de oudouder van Bolesław Chrobry (967-1025), de eerste Poolse koning.

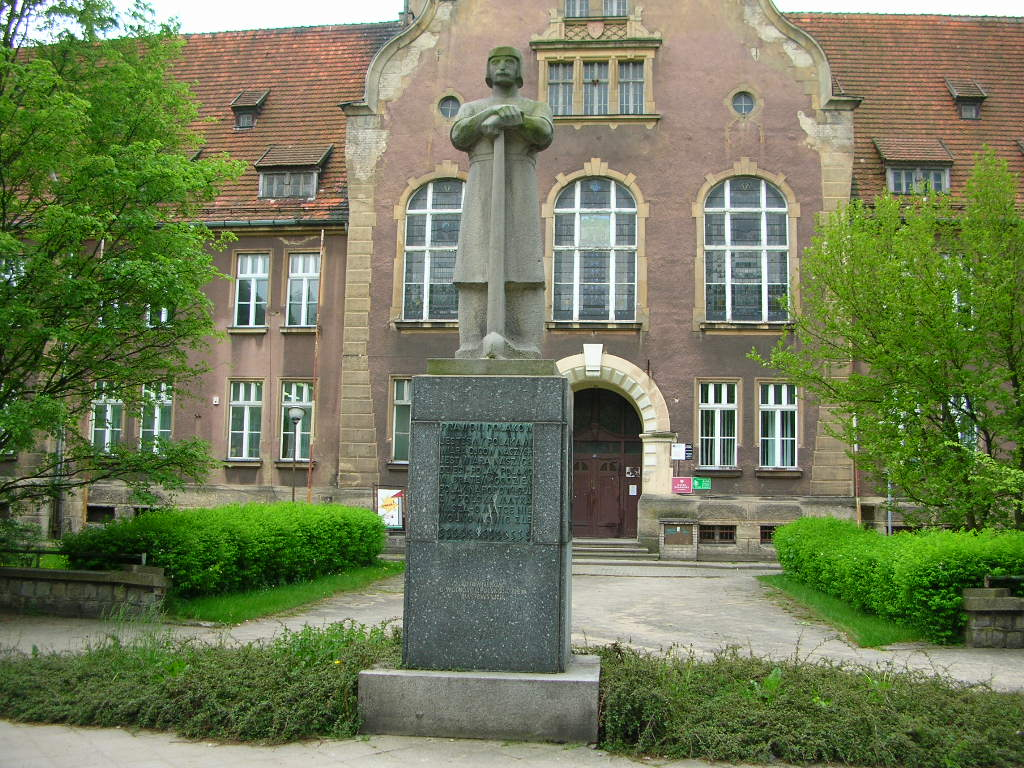
Monument ter ere van Piast Kolodziej in Złotów

Twee theorieën verklaren de etymologie van het woord Piast. De eerste zegt dat het afstamt van het woord piasta (naaf in het Pools), een verwijzing naar zijn beroep. De tweede zegt dat het afstamt van piastun (bewaarder of houder). Dit kan wijzen op de initiële positie van Piast als een hofmeier, of een "hofmeester van het huis", aan het hof van een andere heerser, en de daaropvolgende machtsovername van Piast. Dit zou gelijk opgaan met de ontwikkeling van de vroegmiddeleeuwse Frankische dynastieën, toen de hofmeiers van de Merovingische koningen geleidelijk aan hun politieke macht kwijt raakten aan hun hofmeiers.